# Frontenacs de Kingston
Pour l'ancienne équipe professionnelle de l'Eastern Professional Hockey League, voir Frontenacs de Kingston (EPHL).
Les Frontenacs de Kingston sont une franchise de hockey sur glace du Canada qui évolue dans la ligue junior de la Ligue de hockey de l'Ontario.
Le nom « Frontenacs » vient de Louis de Buade de Frontenac, gouverneur de la Nouvelle-France, qui a établi le Fort Frontenac à Kingston.

## Les logos

Logo de 2001/02 à 2008/09
Logo de 2008/09 à 2011/12
Logo depuis 2012/13